# Anrosey
Anrosey ist eine französische Gemeinde mit 125 Einwohnern (Stand: 1. Januar 2022) im Département Haute-Marne in der Region Grand Est (vor 2016 Champagne-Ardenne); sie gehört zum Arrondissement Langres und zum Kanton Chalindrey. Die Einwohner werden Anroseyens und Anroseyennes genannt.

## Geografie
Anrosey liegt rund 55 Kilometer südöstlich der Stadt Chaumont an der Amance. Umgeben wird Anrosey von den Nachbargemeinden Chézeaux im Norden, Soyers im Nordosten, Guyonvelle im Osten, Laferté-sur-Amance im Osten und Südosten, Pierremont-sur-Amance im Süden, Fayl-Billot im Südwesten, Maizières-sur-Amance im Südwesten und Westen, Bize im Westen, Arbigny-sous-Varennes im Westen und Nordwesten sowie Champigny-sous-Varennes im Nordwesten.

## Bevölkerungsentwicklung
| Jahr                       | 1962 | 1968 | 1975 | 1982 | 1990 | 1999 | 2006 | 2019 |
| Einwohner                  | 253  | 254  | 173  | 164  | 153  | 141  | 166  | 124  |
| Quellen: Cassini und INSEE |      |      |      |      |      |      |      |      |

## Sehenswürdigkeiten
- Friedhofskreuz aus dem 18. Jahrhundert, seit 1929 als Monument historique eingeschrieben